# Menen
Menen (francês: Menin) é um município belga localizado na província de Flandres Ocidental. O município é constituído pela cidade de Menen propriamente dita e ainda pelas vilas de Lauwe e Rekkem. A cidade fica situada na fronteira franco/belga. Em 1 de Janeiro de 2006, o município de Menen tinha uma população de 32. 413 habitantes, uma superfície total de 33.07 km²  a que correspondia a uma densidade populacional de  980 habitantes por km².
Em 2006, a cidade propriamente dita tinha 19.246 habitantes.

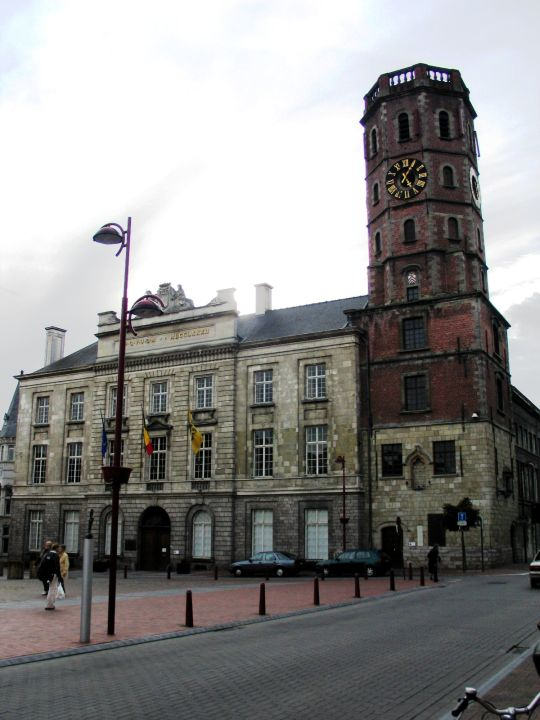
Edifício da câmara municipal

## História
A cidade de Menen fez parte da França entre 1668 e 1713. Em 2006, a cidade propriamente dita tinha 19.246 habitantes.

## Deelgemeente

Menen, deelgemmente e municípios vizinhos. As áreas a amarelo são urbanas

| #          | Nome                                   | Superfície | População (2006) |
| ---------- | -------------------------------------- | ---------- | ---------------- |
| I (V) (VI) | Menen - Menen - De Barakken - Ons Dorp | 16,49      | 19.246           |
| II         | Lauwe                                  | 8,80       | 8.357            |
| III (IV)   | Rekkem - Rekkem - Paradijs             | 7,90       | 4.813            |

## Evolução demográfica
Fonte:NIS - Opm:1806 t/m 1970=volkstellingen op 31 december; vanaf 1977= inwoneraantal per 1 januari
Fusão 1977: Anexou os antigos municípios de Lauwe en Rekkem (+12.616 habitantes)